# Wpustka
Wpustka (także eliminacja, ang. "endplay", "throw-in") to w brydżu sposób rozgrywki, polegający na zmuszeniu obrońcy do zagrania w sposób korzystny dla rozgrywającego, najczęściej polegający na wpuszczeniu go do ręki w momencie, w którym nie posiada już kart, w które mógłby zagrać ("odejść") bezpiecznie.

## Przykład
S rozgrywa 6♠ po ataku królem kier:
```
                      ♠ K D 10 9 8
                      
♥
 A 3 2
                      
♦
 3 2
                      ♣ 4 3 2
   
   
   
   
                      ♠ A W 7 6 5 4
                      
♥
 4
                      
♦
 A K 4
                      ♣ A D 10
```

Szlemika można spróbować wygrać grając dwa razy na impas treflowy, ten sposób rozgrywki będzie prowadził do realizacji kontraktu w 75% przypadków, alternatywnym (100%) sposobem wygrania kontraktu jest zagranie na wpustkę.  Rozgrywający ściąga atuty i przebija dwa kiery w ręce i jedne karo na stole doprowadzając do następującej końcówki:
```
                      ♠ K D
                      
♥
 -
                      
♦
 -
                      ♣ 4 3 2
   
   
   
   
                      ♠ 7 6
                      
♥
 -
                      
♦
 -
                      ♣ A D 10
```

Gra teraz ze stołu małego trefla i wstawia z ręki dziesiątkę trefl.  Nawet jeżeli gracz W posiada oba honory treflowe to po wzięciu tej lewy musi albo zagrać w trefla spod króla, albo w jeden z kolorów czerwonych dając rozgrywającemu możliwość zrzutki przegrywającego trefla.